# Aymeric II de Fezensac
Aymeric II de Fezensac, dit Forton, est un comte de Fezensac du XIe siècle. Il est mort entre 1090 et 1094.

## Biographie
Il succède à son père Guillaume Astanove Ier en 1064 et prend également le titre de comte d'Auch.
En 1068, il fait mettre le monastère de Saint-Orens sous le patronage d'Hugues de Cluny. Le monastère de Lourcy, fondé par son ancêtre Bernard Odon, comte de Fezensac, avait connu le relâchement, il y fit rétablir la règle et le mit également sous le patronage de l'abbé de Cluny.
Il a épousé Biverne une veuve, mère de Raymond II, archevêque d'Auch. Ils eurent un fils :
- Astanove II, qui lui succède comme comte de Fézensac ;
- Bernard.